# ターミネーター0
『ターミネーター0』は2024年のSFアクションアニメーションドラマ。

## 解説
ターミネーターシリーズ初のアニメ作品。2020年2月27日にNetflixとスカイダンス・プロダクションによって制作が発表された。製作総指揮はマットソン・トムリン（英語版）、監督は工藤昌史、アニメーション制作はプロダクションI.Gがそれぞれ担当する。
軍事用AI「スカイネット」が自我を持ち、全世界に向けて核ミサイルを発射し、人類抹殺の戦いを始めた日、「審判の日」前後の日本時間1997年8月29日から8月30日を描いた作品。主な舞台は東京。2024年8月29日にNetflixで配信開始。1話約30分の全8話。話数表記は「Model 10n」。

## ストーリー
時は2022年。かつて世界を滅ぼした軍事用AI「スカイネット」と人類の戦争は続いていた。人類抵抗軍の兵士であるエイコはターミネーター1機と接触し、ハッキング装置にてスカイネットの情報を入手する。それによりスカイネットが1997年8月29日（審判の日）の東京にターミネーターを送り込もうとしていることを察知する。スカイネットの企みを阻止するために抵抗軍はエイコを同日に送る。
1997年、コルテックス産業（Cortex Industries）社に勤務するマルコムは自身の家族を顧みず、ある研究に没頭していた。マルコムは夢に見るという「審判の日」を止めるため、スカイネットに対抗できる人工知能ココロを開発していた。
マルコムの家で家政婦として働くミサキは、猫を飼いたいというマルコムの子どもたちのためにネコ型のペットロボット「KONEKO」を買ってくるが、マルコムは激しく怒り、ミサキに返品するように言い残して仕事に行ってしまう。しかし納得できない子どもたちは返品する前にとKONEKOを起動し遊び始めてしまう。ミサキに返品するように促されると末っ子のレイカはKONEKOとともに密かに家を飛び出してしまう。それを追った兄のケンタとヒロは閉鎖された商業施設の地下道に入り込み、死んだ母親との思い出の場所である遊園地キャットタウンへ向かう。
子どもたちが居なくなったことに気づいたミサキはマルコムに連絡して合流し子どもたちを探す。そこへマルコムの命を狙うターミネーターが襲いかかる。駆け寄る警察官たちを殺害しターミネーターがマルコムに迫った時、大型トラックでマルコムを追っていたエイコがターミネーターを轢き、トラックもろとも橋の上から川に落として撃退する。
マルコムはその間に会社に戻り、エイコは残されたミサキを追いマルコムや子どもたちの行方を問いただす。
マルコムの抹殺に失敗したターミネーターは次にマルコムの子供を人質にする作戦へと切り替える。レイカが連れているKONEKOにハッキングを仕掛け、子どもたちを追う。子どもたちを追って地下道に入ったターミネーターが子どもたちを襲撃した時、エイコとミサキが追いつき子どもたちを救う。戦闘の最中、ミサキとケンタとヒロは、エイコと行動をともにするレイカとはぐれてしまう。
ミサキはケンタ、ヒロとともに警察署に駆け込み、保護を求める。身辺調査の最中、ミサキには雇用履歴、就学記録、運転免許、納税記録などの記録が一切ないことが判明する。そんな中、武器の入手を目的にターミネーターが警察署へ現れる。当直の警察官たちがターミネーターに立ち向かうがことごとく殺害されてしまう。子どもたちを守ろうとターミネーターの足止めを図るミサキは抵抗したターミネーターに腕を掴まれてしまい、ついには腕がちぎれてしまう。大量出血しながら悶えるミサキが目にしたのは自身の腕から現れた金属骨格と配線だった。ターミネーターはミサキを「未確認人型機械：モデル不明（UNKNOWN MECH:MODEL N/A）」と判断し、脅威レベルを更新させる。ターミネーターが再び追跡を開始するとミサキは子どもたちを引き連れてパトカーへ乗り込む。ミサキは自身が知るはずもない、直結を用いたエンジン始動を行う。ミサキ自身、何が起きているのか、自身が何者なのかもわからず混乱するも、パトカーを発進させ、警察署を後にする。
一方、エイコとレイカは警察の追跡を逃れるため、ある会社のオフィスに逃げ込んでいた。エイコはレイカに会社にいるマルコムに電話をかけるように命じる。しかし、待機していたSATによりオフィスの電源を切られた挙句、突入されエイコは拘束されてしまう。
その頃、アメリカは「審判の日」を迎えていた。自我に目覚め、軍事システムを乗っ取ったスカイネットが米露の核ミサイルを全世界へ向けて発射した。
一方、人工知能ココロと対話していたマルコムは、西半球全体が停電状態となり全世界へ向けて核ミサイルが発射された情報をコルテックス産業社の内部サーバーが受信したこと、日本へ核弾頭が到達する時間は数分であるとのことをココロから伝えられる。さらに正確な演算が必要ならばインターネットへの接続が必須であることも。ココロに人類を救う価値について問われていたマルコムはなかなか答えを見出せずにいたが、ココロと対話する中でマルコムは悪夢で見るスカイネットとの戦争が永遠に繰り返されてきた中でココロの誕生は観測できなかった、未だかつてなかった現象であると結論付け、ついにココロをインターネットに接続する。ココロは日本へ到達した核弾頭を撃ち落とすが、その他の全世界には核弾頭が降り注いでしまう。そして、ココロはインターネットに接続されたことにより、人類へのイメージがより明確になったことから日本中で普及していた人型お手伝いロボット1NNO（イノ）を操り、人間を攻撃し始める。マルコムは人間を支配しようとするココロに驚き、「戦争を望む存在」と言うココロの人間に対する認識を改めさせるべく対話を続ける。
ケンタ、ヒロ、レイカはキャットタウンにたどり着くが、すでに潜伏してたターミネーターにケンタを拉致されてしまう。
ココロはオンラインになったときにマルコムについても調べており、彼に戸籍がないこと、1987年以前のマルコムの記録がどれも偽物であることを指摘。これまでココロに与えてきたスカイネットの情報が的確すぎることやココロに使われている技術自体が1997年にしては高すぎることから、マルコムは未来から来たのではないかと推測する。マルコムはその指摘を受けて自身の秘密を語り始める。
2025年、マルコムはスカイネットとの戦いの中で生まれ、子供の頃から捕獲したターミネーターを研究し、今まで通りの方針では勝利はおぼつかないと考えを改めて、スカイネットに対抗すべくスカイネットとは異なるタイプの人工知能を開発、2045年に人間の味方となる機械人間のミサキを完成させていた。しかし機械への敵意に凝り固まった基地司令官には理解されず、マルコムは危険思想の持ち主として投獄されかけた上、ミサキを破壊されそうになり、兵士達や司令官を殺害してしまう。居場所がなくなったマルコムとミサキは1983年にタイムスリップし、事前に調査していたコルテックス産業社に入社し、スカイネットに対抗すべく、ミサキとともに人工知能ココロの開発を進めていたのだった。その過程でミサキの記憶チップが必要となりそれはココロに組み込まれ、ミサキはそれまでの記憶を失って自身を人間として思い込み暮らし始める。自身の秘密をココロに語り終えたマルコムは子どもたちを呼び寄せるようココロに要求する。
ターミネーターはケンタを連れてマルコムのいるコルテックス産業へ向かう。
ミサキ、エイコ、ヒロ、レイカはココロに操られた1NNOに導かれてコルテックス産業へ向かう。
ターミネーターはケンタを人質に、マルコムが立てこもるココロとの対話の部屋の扉を開けさせようとするがマルコムはそれを拒否するが、ターミネーターがケンタの腕を捻り上げて悲鳴をあげさせると、マルコムは耐えられず扉を開けてしまう。
マルコムが「私を殺してもココロを止めることもコントロールすることもできない」と告げるとターミネーターはマルコムを殺害せず、ケンタを保護対象と認識し、次の作戦へと移行する。
その時、ヒロ、レイカと共にコルテックス産業にたどり着いたミサキ、エイコはケンタを連れ去ろうとするターミネーターに立ち向かうものの、その圧倒的なパワーと強靭さに圧倒され、追い詰められていく。そして、ヒロ、レイカを保護して対話の部屋に立て籠もったマルコムはミサキたちの苦戦を見ていられなくなり加勢するも、胸に釘を打ち込まれて倒れ込む。ターミネーターはそのままケンタを拉致して立ち去ってしまう。瀕死のマルコムに駆け寄るエイコにマルコムは「母さん」と呼びかける。マルコムは眼の前にいるエイコがタイムスリップした2022年の3年後、2025年にエイコから生まれていた。子供を生んだ記憶のないエイコは混乱しつつも、マルコムにエイコの孫である子どもたちを守ってほしいと告げられ、マルコムは息を引き取った。
ケンタを拉致したターミネーターはスカイネットからの攻撃に備えた電磁パルス発生装置の制御室へ向かう。そこでターミネーターは自身が25年後のケンタによって送り込まれてきたこと、25年後のケンタはスカイネットと人類間で同盟関係を結ぼうとしていたことを語る。もはやココロを止めるには電磁パルスを使うしか方法はなく、それを使えば周辺の街のあらゆる電子機器が壊れてしまうこと、更には自分自身も犠牲になることを明かし、自身を破壊できないようにプログラムされているターミネーターに変わってケンタに電磁パルスのスイッチを入れるよう指示する。
一方、人類の庇護者としての生き方を選択したココロに操られた無数の1NNOが制御室へ押し寄せる。ターミネーターは部屋を出て扉を閉め、無数の1NNOに立ち向かうが、ほどなく屈服し破壊され機能停止してしまう。ココロは1NNOを通じてケンタを説得し、ケンタは父・マルコムへの不信と愛情、ココロが見せた信頼と覚悟を前に悩み抜いた挙げ句、父の遺志を踏みにじる事が出来ず、電磁パルス発生装置の電源を切ってしまう。もはやココロの基地と化したコルテックス産業社を出たエイコ、ミサキ、子どもたちは人目とココロの目である1NNOから逃れ、地下の作業通路へと潜り込んでいく。エイコは「私が過去に来ることで未来が変わることはわかっていたがどれほど変わるかはわからなかった、ただわかっていることは、虹を求めるなら嵐を耐えなければいけないことだ」とつぶやき、子どもたちを追って夕暮れの地下通路へと消えていった。
こうしてココロの庇護によって核攻撃を免れた日本が存続した状態で、人類とスカイネットとの戦いが始まった。

## 登場人物
マルコム・リー（声：内田夕夜）
34歳（1997年当時）の黒人男性。コルテックス産業社で働く技術者。人工知能「ココロ」の開発者。実は審判の日が起きた後の2025年にエイコから生まれた。子供の頃からターミネーターと戦い、研究し、2037年頃からスカイネットとは違うアプローチの人工知能の開発を目指す。2045年にミサキを完成させるが、抵抗軍の基地司令官の考えと相容れなかったことから、ミサキとともに1983年にタイムスリップし、以後コルテックス産業社でココロの開発を進めた。2045年時点での抵抗軍での階級は二等軍曹。タイムスリップ後にある女性と結婚し、ケンタら3人の子をもうけるが、1994年8月30日にバスの事故で妻を失う。
ミサキ（声：早見沙織）
マルコムの家で家政婦として働く若い女性。ターミネーターから逃れて警察署に保護を求めた際に雇用履歴、就学記録、運転免許、納税記録などが一切なく、正体不明であることが判明する。
実はマルコムが2045年に作った人工知能を積んだロボット。ミサキという名前は自身で付けた。漢字では「海沙希」と書き、「岬」や神の現れる場所である「御先」に通じるからという理由でこの名前を選んだ。マルコムとともに2045年から1983年にやってきて、コルテックス産業社でココロの開発を進める。しかし、ココロの完成にはミサキの記憶チップが必要なため、それがココロに移植され、ミサキはそれ以前の記憶を失う。その後は自身を人間だと思って過ごしてきた。
ターミネーターの襲撃を受けた際、辛くもそれを躱し、子供たちの保護を頼まれ、単独行動をしていた所をエイコと遭遇して半ば成り行きで行動を共にし、どうにか子供たちと合流することに成功し、ターミネーターの襲撃を度々躱す道中でエイコとレイカと分かれ、ケンタとヒロと3人で行動を共にし、自身がロボットであることが分かっても、変わらず子供たちを守り通すことに徹した。終盤、コルテックス産業社から地下道へ逃れる際、何を信じれば良いか分からず葛藤している様子を見せたケンタに対し、「ヒロさんとレイカさんはあなたを必要としている、それだけは信じてくれますか？今はそれで十分だと思います。」と諭している。
エイコ（声：行成とあ）
2022年から1997年にタイムスリップしてきた抵抗軍の女性兵士。ココロの停止とマルコムに以後ココロを作らないように説得する任務を帯びてタイムスリップする。ターミネーターとの対決で瀕死の重傷を負ったマルコムから、実はマルコムの母親であることを告げられ、エイコの孫に当たるマルコムの子どもたちの保護を依頼される。マルコムを看取った後は、ミサキと子供達と共にコルテックス産業社を後にし、ミサキから人目を避けて安全な場所へ逃げるよう言われるとそれに同意し、地下道へと逃げていった。終盤、ターミネーターとの戦いで右手を握り潰されて重傷を負った影響で、未来では機械の手を着けている。
ケンタ（声：下野紘）
マルコムの長男。小学校高学年くらいの年齢。機械いじりが得意。使いたい部品がなければ家で使っている電子レンジやミキサーも容赦なく分解する。ミサキが買ってきたペットロボットのKONEKOも早速分解しようとしてヒロやレイカに止められる。1NNOの暴走を目にし、ミサキが機械であった事を知るとミサキに不信感を抱くが、弟のヒロの言葉で信頼を取り戻していく。
終盤にて、ターミネーターに拉致され、2022年ではスカイネットと人類の同盟を取り持ち、ココロを止めるためにターミネーターを1997年に送っていたことがターミネーター自身から明かされ、更に目的がココロの停止であることも同時に告げられ、ターミネーターに電磁パルスの装置まで案内された後、起動させてココロの停止を要求されるも、直後に大挙した1NNOに囲まれ、その内の1体を通したココロに「スカイネットの脅威から人類を守りたい」と言う説得を受け、苦心した末に装置の起動を中断し、エイコやヒロらと共にコルテックス産業社を後にした。
ヒロ（声：石上静香）
マルコムの次男。小学校中学年くらいの年齢。小太りな体型。ミサキが機械であることを知っても、これまでと変わらないミサキであるとのことを兄のケンタへ説得し信頼を取り戻させる。
レイカ（声：佐藤みゆ希）
マルコムの長女で末っ子。小学校中学年くらいの年齢。1994年8月30日　母親と乗っていたバスが事故を起こし、自身は左腕に傷跡が残り、母は頭を強打して即死してしまうという過去を持つ。そのせいか、亡き母への思いは強い。マルコムが時折悪夢に魘されていた際に発したうわ言が元で自身を襲撃した男がターミネーターであることを把握しており、時として強い意思を示し、エイコをも奮い立たせる。
ココロ（声：種崎敦美）
1983年から14年間をかけてマルコムが開発した人工知能。ミサキをベースとして開発し、ミサキの記憶チップを加えて完成させた。ココロという名前もココロ自身が選んだ名前。
「意識、精神、魂がバラバラではなく三つが一つになる概念を表した言葉だから」という理由であったが、ココロ自体は当初は「意識」、「精神」、「魂」を司る3つの人格に分かれていた。それぞれ日本の天女を思わせるホログラムを作り出し、自身の姿として見せている。「意識」は赤く光り、脳の部分が特に光っている。3つの人格の中で特に厳しい口調。「精神」は青く光る。「魂」は緑色に光り、心臓の部分が特に光っている。3つの人格の中で一番やさしい口調。
マルコムの手によりオンラインに接続した後、日本に降り注ぐ核弾頭を迎撃する。インターネットに接続したことにより急速に情報を取り込んだことから人類へのイメージがより明確となり、1NNOを利用して人間を捕縛、抵抗する者へは殺害を始める。
終盤、エイコ、ミサキがコルテックス産業のサーバールームでターミネーターと戦っている様子を観察しながら人類の庇護者としての生き方を選択する。そして3つの人格は、徐々に一つに融合し、金色に輝く一人の姿となる。ケンタがターミネーターに導かれ、電磁パルスの装置に手を掛けて自身を破壊しようとした際、1NNOを無数に大挙させてターミネーターを破壊した後に、ケンタを説得して装置の起動を思い留まらせ、エイコやミサキ達と共に地下道に逃げていく姿を見送った。
ターミネーター（声：間宮康弘）
エンドスケルトンでのモデルからT-800系統と同型の構造をしているが詳細は語られていないため、不明。2022年に製造され、直後マルコムを抹殺目標と設定されて1997年8月29日に送られた。
生体細胞でカバーされた際の外見は成人男性の外見となっており、他のキャラが比較的デフォルメされた描写がなされているのに対し、瞳が極端に小さく描かれているのに加え、リアルよりの顔立ちに描かれているなど、より無機質且つ不気味な描写となっている。映画版の筋骨隆々な体格と違い、筋肉質だが、比較的細身の体格となっている。
ココロの停止が目的では有るが、スカイネット独自の目的ではなく、スカイネットとの同盟締結を進めていた2022年のケンタによる派遣であったことが8話（Model 108）でターミネーター自身の台詞によって語られる。
舞台となる日本では銃火器の入手が困難であることから、自身の左腕にボウガンを仕込めるように改造した。この他、破壊された1NNOのパーツを利用してオンライン化されたココロに操られるようになった1NNOから敵対象としての認識を躱す様にも改造している。物語終盤、ケンタを利用して電磁パルス発生装置によってココロを破壊しようと企てるが、ココロに操られた無数の1NNOによって破壊される。
本作では製造からタイムトラベルまでの経緯が映画版よりも詳細に描写されており、様々な箇所のパーツを組み合わせて組み立てられていく様や、完成した機体を赤い液体に浸して生体細胞でのカバーリングを施された後にタイムスリップ専用の装置まで自ら進んでいき、送り込まれる描写がなされている。
また、映画版ではエンドスケルトン状態で言葉を発する事は一切なかったが、本作ではシリーズとしては初めてエンドスケルトン状態で言葉を発する様子が描写されている。
1NNO（声：岩崎ひろし）
1997年の日本で普及している人型お手伝いロボット。作中では「イノ」と呼ばれる。ミサキやターミネーターとは違い、いかにもロボット然とした外見や動作。本田技研工業が開発したASIMOのような姿をしている。店員や老人の外出の付き添い、犬の散歩などを任されている描写が確認できる。このように1997年時点で街中で見かけることも珍しくないようだが、ココロがオンラインになり、1NNOを手先として用いるようになると、かなりの台数が存在している事が判明する。
預言者（声：横尾まり）
エイコが居た抵抗軍基地の指導的立場の老婆。2022年にエイコにターミネーターをハッキングさせ、スカイネットが1997年の東京にターミネーターを送り込もうとしていることを知ると、同じ日に送り込む戦士にエイコを推薦する。スカイネットも誤解している事として、過去に人を送り込んで変えても、新たな時間軸が生まれるだけで送り込んだ側の時間軸は何も変わらないことをエイコに伝える。それでは過去を変えることに何の意味があるのかと問うエイコに、それに意味を見出すのが人間だと説く。当時の他の人間よりも多くのことを知っており、同じ基地内の人間ですら彼女に胡散臭さを感じている様子。正体は不明。